# Gʻazalkent
Gʻazalkent (bzw. russisch Газалкент/Gasalkent, auch Gazalkent geschrieben) ist eine Stadt in der usbekischen Viloyat Taschkent. Die Stadt hat eine Einwohnerzahl von circa 24.700, diese Zahl dürfte heute jedoch deutlich höher liegen. Gʻazalkent liegt am Fluss Tschirtschik, an den Ausläufern des Tian-Shan-Gebirges und ist etwa 60 Kilometer von der usbekischen Hauptstadt Taschkent entfernt, liegt jedoch noch in deren Einflussbereich.
Die Stadt ist Verwaltungszentrum des Tumans Boʻstonliq.
Die Stadt wurde während der sowjetischen Periode im Jahr 1932 angelegt und besitzt seit 1964 offiziell das Stadtrecht. Die Bevölkerung der Stadt besteht hauptsächlich aus Usbeken, Russen, Kasachen, Tataren sowie Russlanddeutschen und Sowjetkoreanern. Die Wirtschaft in Gʻazalkent ist von der verarbeitenden Industrie geprägt, in geringem Maße spielt auch der Tourismus eine Rolle, der sich in der Region um den Tscharwak-Stausee konzentriert. In der Nähe befindet sich zudem ein Wasserkraftwerk.

## Söhne und Töchter der Stadt
- Rafiq Nishonov (1926–2023), Politiker
- Andreas Kronhardt (* 1989), deutscher Basketballspieler